# Monte Grimano Terme
Monte Grimano Terme (im gallomarchesischen Dialekt: Mungrimèn) ist eine italienische Gemeinde mit 1125 Einwohnern (Stand 31. Dezember 2023) in der Provinz Pesaro und Urbino in den Marken. Die Gemeinde liegt etwa 35,5 Kilometer westsüdwestlich von Pesaro und etwa 21 Kilometer nordwestlich von Urbino am Conca, gehört zur Comunità montana del Montefeltro und grenzt an die Republik San Marino und die Provinz Rimini (Emilia-Romagna). Einem Referendum über den Beitritt zur Provinz Rimini 2008 blieb der Erfolg versagt.
Monte Grimano Terme ist Mitglied der Vereinigung I borghi più belli d’Italia (Die schönsten Orte Italiens).